# Aleksander Barkov, Jr.
Aleksander Aleksandrovitj "Sasha" Barkov, Jr., född 2 september 1995 i Tammerfors, är en finländsk-rysk professionell ishockeyspelare som spelar för Florida Panthers i NHL.
Han har tidigare spelat för Tappara i Liiga.
Barkov vann Stanley Cup för säsongerna 2023–2024 och 2024–2025. Han har också vunnit Lady Byng Memorial Trophy (2018–2019); Frank J. Selke Trophy (2020–2021, 2023–2024 och 2024–2025) och King Clancy Memorial Trophy (2024–2025).
Han blev draftad av Florida Panthers i den första rundan i 2013 års draft som nummer två totalt.

## Statistik
| 2011–2012    | Tappara          | Liiga        | 32  | 7   | 9   | 16  | 4   | —  | —  | —  | —  | —  |
| 2012–2013    | Tappara          | Liiga        | 53  | 21  | 27  | 48  | 8   | 5  | 0  | 5  | 5  | 2  |
| 2013–2014    | Florida Panthers | NHL          | 54  | 8   | 16  | 24  | 10  | —  | —  | —  | —  | —  |
| 2014–2015    | Florida Panthers | NHL          | 71  | 16  | 20  | 36  | 16  | —  | —  | —  | —  | —  |
| 2015–2016    | Florida Panthers | NHL          | 66  | 28  | 31  | 59  | 8   | 6  | 2  | 1  | 3  | 2  |
| 2016–2017    | Florida Panthers | NHL          | 61  | 21  | 31  | 52  | 10  | —  | —  | —  | —  | —  |
| 2017–2018    | Florida Panthers | NHL          | 79  | 27  | 51  | 78  | 14  | —  | —  | —  | —  | —  |
| 2018–2019    | Florida Panthers | NHL          | 82  | 35  | 61  | 96  | 8   | —  | —  | —  | —  | —  |
| 2019–2020    | Florida Panthers | NHL          | 66  | 20  | 42  | 62  | 18  | 4  | 1  | 3  | 4  | 2  |
| 2020–2021    | Florida Panthers | NHL          | 50  | 26  | 32  | 58  | 14  | 6  | 1  | 6  | 7  | 2  |
| 2021–2022    | Florida Panthers | NHL          | 67  | 39  | 49  | 88  | 18  | 10 | 2  | 5  | 7  | 4  |
| 2022–2023    | Florida Panthers | NHL          | 68  | 23  | 55  | 78  | 8   | 21 | 5  | 11 | 16 | 10 |
| 2023–2024    | Florida Panthers | NHL          | 73  | 23  | 57  | 80  | 24  | 24 | 8  | 14 | 22 | 8  |
| 2024–2025    | Florida Panthers | NHL          | 67  | 20  | 51  | 71  | 16  | 23 | 6  | 16 | 22 | 4  |
| NHL totalt   | NHL totalt       | NHL totalt   | 804 | 286 | 496 | 782 | 164 | 94 | 25 | 56 | 81 | 32 |
| Liiga totalt | Liiga totalt     | Liiga totalt | 85  | 28  | 36  | 64  | 12  | 5  | 0  | 5  | 5  | 2  |

### Internationellt
| Källa: Uppdaterad: 2025-06-18 | Källa: Uppdaterad: 2025-06-18 | Källa: Uppdaterad: 2025-06-18 |         | Utv = Utvisningsminuter | Utv = Utvisningsminuter | Utv = Utvisningsminuter | Utv = Utvisningsminuter | Utv = Utvisningsminuter |
| År                            | Lag                           | Mästerskap                    | Matcher | Mål                     | Assists                 | Poäng                   | Utv                     |                         |
| ----------------------------- | ----------------------------- | ----------------------------- | ------- | ----------------------- | ----------------------- | ----------------------- | ----------------------- | ----------------------- |
| 2011                          | Finland                       | Ivan Hlinka                   | 5       | 3                       | 4                       | 7                       | 2                       |                         |
| 2011                          | Finland                       | U18-VM                        | 7       | 1                       | 2                       | 3                       | 27                      |                         |
| 2012                          | Finland                       | JVM                           | 7       | 1                       | 3                       | 4                       | 0                       |                         |
| 2013                          | Finland                       | JVM                           | 6       | 3                       | 4                       | 7                       | 6                       |                         |
| 2014                          | Finland                       | OS                            | 2       | 0                       | 1                       | 1                       | 2                       |                         |
| 2015                          | Finland                       | VM                            | 8       | 3                       | 4                       | 7                       | 4                       |                         |
| 2016                          | Finland                       | VM                            | 9       | 3                       | 6                       | 9                       | 2                       |                         |
| 2016                          | Finland                       | World Cup                     | 3       | 0                       | 0                       | 0                       | 0                       |                         |
| 2025                          | Finland                       | 4 Nations                     | 3       | 1                       | 1                       | 2                       | 2                       |                         |
| Junior totalt                 | Junior totalt                 | Junior totalt                 | 25      | 8                       | 13                      | 21                      | 35                      |                         |
| Senior totalt                 | Senior totalt                 | Senior totalt                 | 25      | 7                       | 12                      | 19                      | 10                      |                         |

## Utmärkelser
- Årets finländska idrottare,  2024[9]
- Riddartecknet av Finlands Lejons orden,  6 december 2024[10]

[Redigera Wikidata]